# Porsche Taycan
El Porsche Taycan, denominado internamente como J1 y como Mission E en su presentación, es un automóvil eléctrico de altas prestaciones desarrollado por la empresa automotriz alemana Porsche, filial del Grupo Volkswagen. Se trata de un automóvil ejecutivo sedán de cuatro puertas y cuatro plazas, dentro de la categoría de automóvil deportivo. El Mission E saldría al mercado antes de 2020.

## Nomenclatura
El nombre Taycan proviene del turco y se traduce como "joven caballo brioso", haciendo referencia al caballo que aparece en el escudo de Stuttgart en el emblema de la firma desde 1952. Su prototipo Mission E fue presentado en el Salón del Automóvil de Fráncfort de 2015. Más adelante se lanzaría en el Salón del Automóvil de Ginebra a principios de 2018, una versión tipo vehículo utilitario deportivo (SUV) crossover llamado Taycan Cross Turismo. Su velocidad máxima se estimaba de 155 mph (249 km/h). El nombre oriental también significa el lanzamiento del primer coche eléctrico con alma de Porsche y como parte de la ceremonia de los 70 años de coches deportivos.

## Vista general

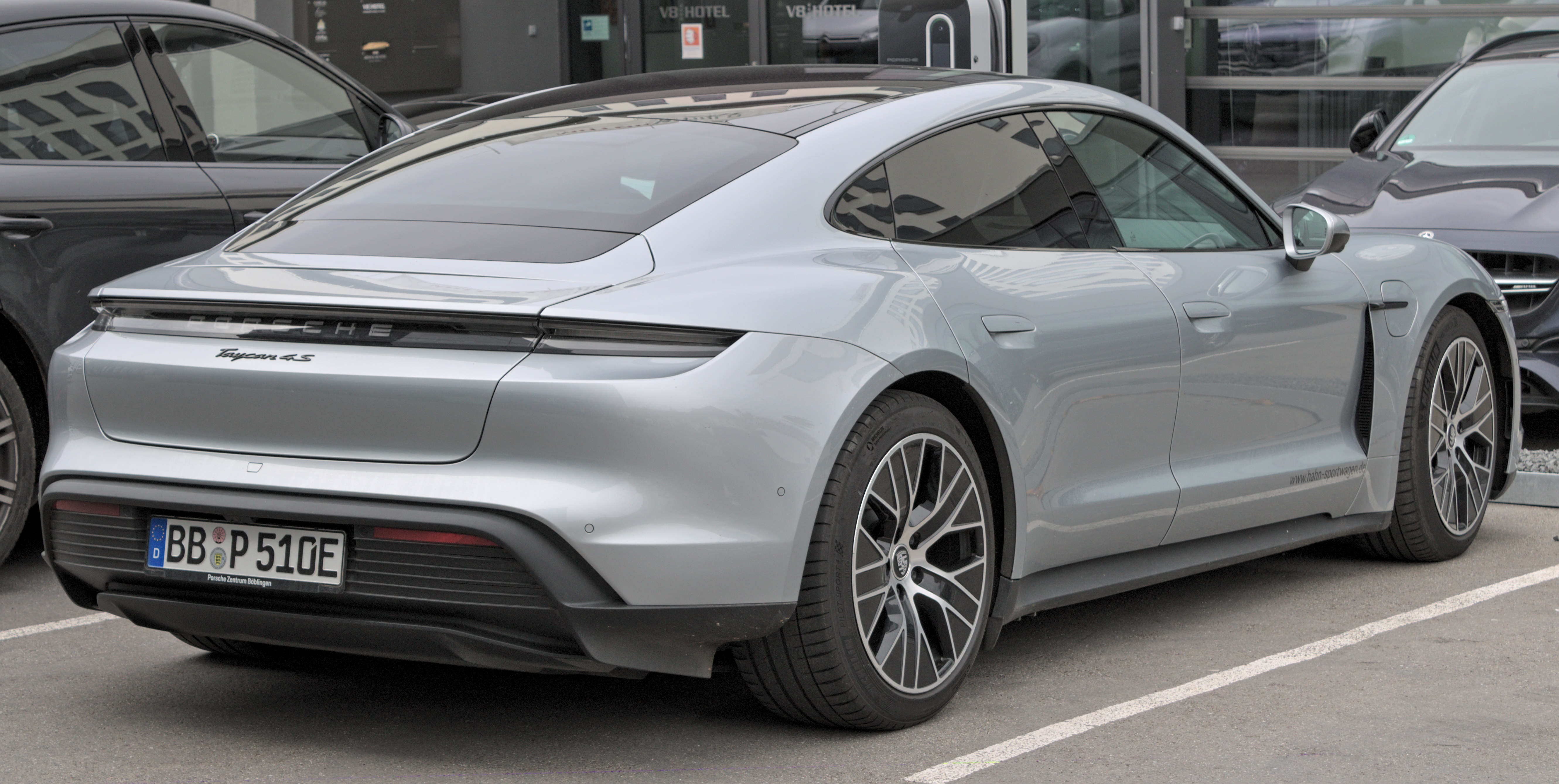
Vista trasera del Taycan 4S en Böblingen.

Recibió una plataforma totalmente nueva construida en exclusiva para este modelo, aprovechando al máximo las capacidades que puede otorgar un modelo eléctrico y distribuyendo de la mejor manera posible los motores eléctricos y lugares para las baterías, dando como resultado una autonomía superior a los 500 km (311 millas) con cada carga de acuerdo con el NEDC, una potencia neta superior a los 600 CV (592 HP; 441 kW), de 0 a 100 km/h (62 mph) en menos de 3,4 segundos y de 0 a 200 km/h (124 mph) en un tiempo inferior a 12 segundos. El fabricante tenía previsto presentar un prototipo de preproducción más avanzado que el Mission E antes de 2018.
Se fabricaba en una moderna instalación situada en la localidad de Zuffenhausen, Alemania, una factoría que recibiría una nueva una línea de montaje y zona de pintado y que sería la encargada de la fabricación del Mission E y otros modelos eléctricos. En esta, el fabricante invertiría 700 millones de €, creando de forma directa poco más de mil empleos. Los 300 millones de € restantes irían destinados al centro de desarrollo de Weissach. Esto debido a una de las principales y más importantes consecuencias del escándalo de emisiones contaminantes de vehículos Volkswagen, que ha acelerado de forma importante los planes eléctricos en todas sus marcas.
El lanzamiento del Taycan 4s fue el 14 de octubre de 2019 para competir con el Tesla Model S, que tendría los atributos de aceleración similar al Taycan Turbo, pero con un alcance en millas reducido con dos versiones de batería de 79,2 kWh (285 MJ) y 93,4 kWh (336 MJ), con un alcance aproximado de  253 a 288 km (157 a 179 millas), respectivamente. En Puerto Rico su precio empezaba en US$112 900. Empezó en el mercado europeo en enero de 2020 y luego llegó a Estados Unidos a mediados y finales del mismo año.
Saldría a la disponibilidad en varios mercados y la marca ha decidido lanzar primeramente sus versiones tope de línea antes de producir la versión Taycan 4S, la cual es la versión más económica.

## Diseño
Tiene dirección en las cuatro ruedas y el diseño de la zaga es tan tradicional como un Porsche 911, pero el frente parece inspirado en el Porsche 918; el lateral, en el Porsche Panamera. El panel de instrumentos incluye instrumentos sumamente intuitivos que se controlan con los ojos y con gestos, incluso con hologramas que se ajustan de manera automática a la posición del conductor. El cuadro de instrumentos muestra cinco indicadores redondos, que mantienen la esencia de la marca, pero son desplegados a través de un visualizador de leds orgánicos, a través de los cuales se despliega información de los menús Connected Car, Performance, Drive, Energy y Sport Chrono.
Mide 4963 mm (195,4 pulgadas) de largo, 1966 mm (77,4 pulgadas) de ancho y 1378 mm (54,3 pulgadas) de altura. La batalla es de 2900 mm (114,2 pulgadas) entre ejes. Su carrocería y chasis son de una mezcla de aluminio en un 37% del vehículo, aleaciones con aceros ligeros y fibra de carbono reforzada con polímero. Tiene un coeficiente aerodinámico de 0,22 para la versión Turbo o de 0,25 para el Turbo S. La superficie del área frontal es de 2,33 m² (25,1 pies cuadrados), haciendo un efectivo coeficiente de arrastre de 0,513 m² (5,5 pies cuadrados).
Dispone de un maletero trasero de 366 litros (12,9 pies cúbicos) y otro delantero de 81 litros (2,9 pies cúbicos).
Es el primer Porsche con toda la instrumentación digital. No obstante, tiene el clásico reloj de la marca en la parte superior del salpicadero. Tiene una pantalla principal configurable de 16,8 pulgadas (42,7 cm). A su derecha dispone de otra pantalla de 10,9 pulgadas (27,7 cm) dedicada al sistema de entretenimiento. Opcionalmente tiene otra pantalla de 10,9 pulgadas (27,7 cm) para el copiloto. Dispone de otra pantalla de 8,4 pulgadas (21,3 cm) para la climatización y otra pantalla para los pasajeros traseros.
El diseño exterior es de Mitja Borkert y está muy influenciado por el coche conceptual Mission E, pero se cambiaron las puertas suicidas y se le añadieron los pilares B. Dispone de un alerón trasero móvil. Las manetas de las puertas son retráctiles. Las luces diurnas son cuatro luces led.

## Mecánica

### Frenos
Está equipado con frenos de disco ventilados internamente de hierro fundido con tungsteno recubierto de carburo, denominado como Porsche Surface Coated Brake ("PSCB"), con pinzas (cálipers) fijos monobloc de aluminio de seis pistones delante y de cuatro pistones detrás; freno de estacionamiento eléctrico; freno multi colisión con función de retención automática.
El Turbo monta discos de acero de 410 x 38 mm (16,1 x 1,5 pulgadas) delante y 365 x 28 mm (14,4 x 1,1 pulgadas) detrás; mientras que el Turbo S monta discos de compuesto cerámico Porsche Ceramic Composite Brake (PCCB) de 420 x 40 mm (16,5 x 1,6 pulgadas) de diez pistones delante y 410 x 32 mm (16,1 x 1,3 pulgadas) de cuatro pistones detrás.

### Ruedas
De serie dispone de una suspensión neumática adaptativa, incluyendo el sistema Porsche Active Suspension Management (PASM). El radio de giro es de 11,2 metros (440,9 plg). El Turbo monta neumáticos delanteros 245/45 R equipado con llantas de 20 x 9 pulgadas (50,8 x 22,9 cm) J ET 54 103Y XL y traseros 285/40 R con llantas de 20 x 11 pulgadas (50,8 x 27,9 cm) J ET 60 108Y XL; mientras que el Turbo S monta neumáticos delanteros 265/35 ZR con llantas de 21 x 9,5 pulgadas (53,3 x 24,1 cm) J ET 60 101Y XL y traseros 305/30 ZR con llantas de 21 x 11,5 pulgadas (53,3 x 29,2 cm) J ET 66 104Y XL.

### Motor

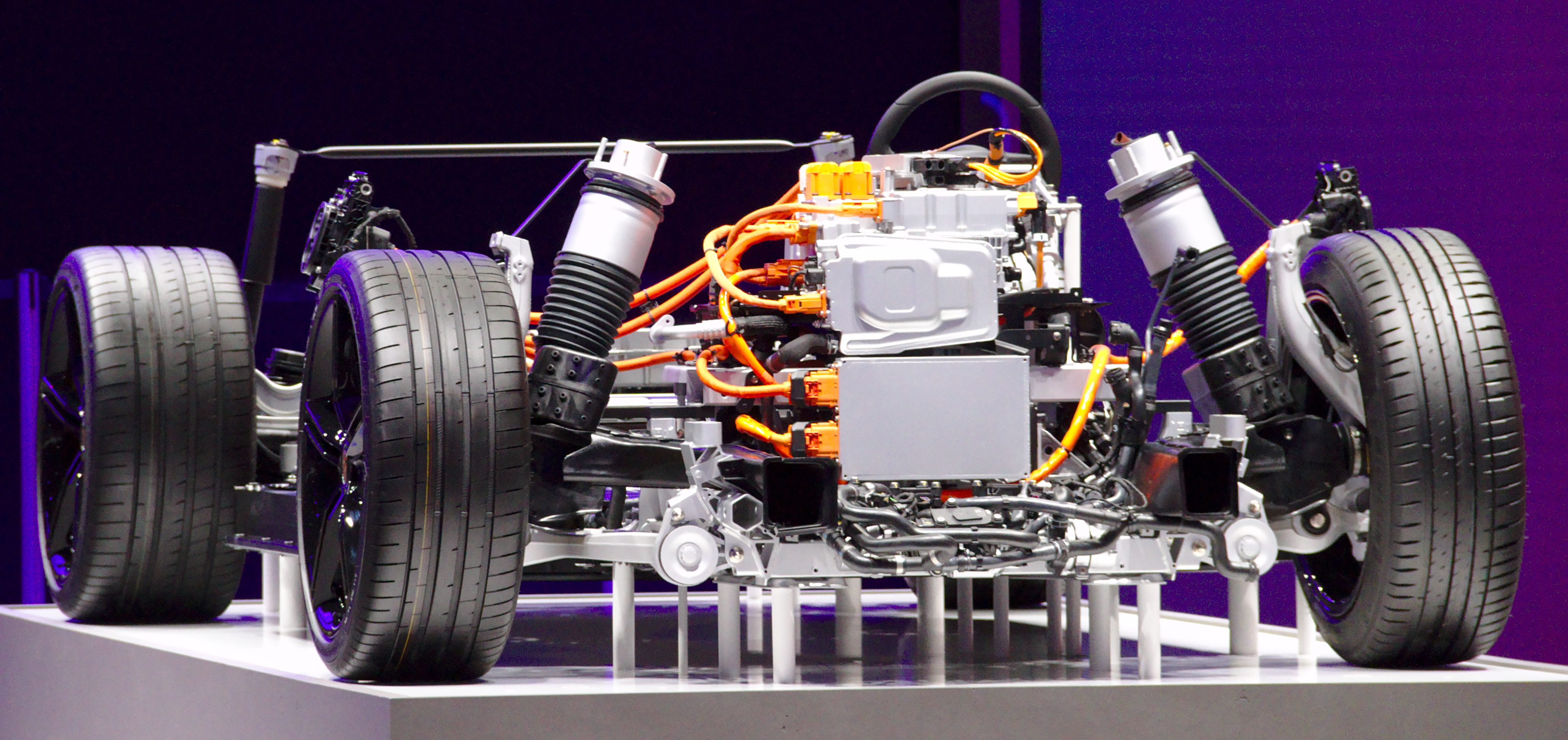
Chasis y motor en el Salón del Automóvil de Fráncfort de 2019.

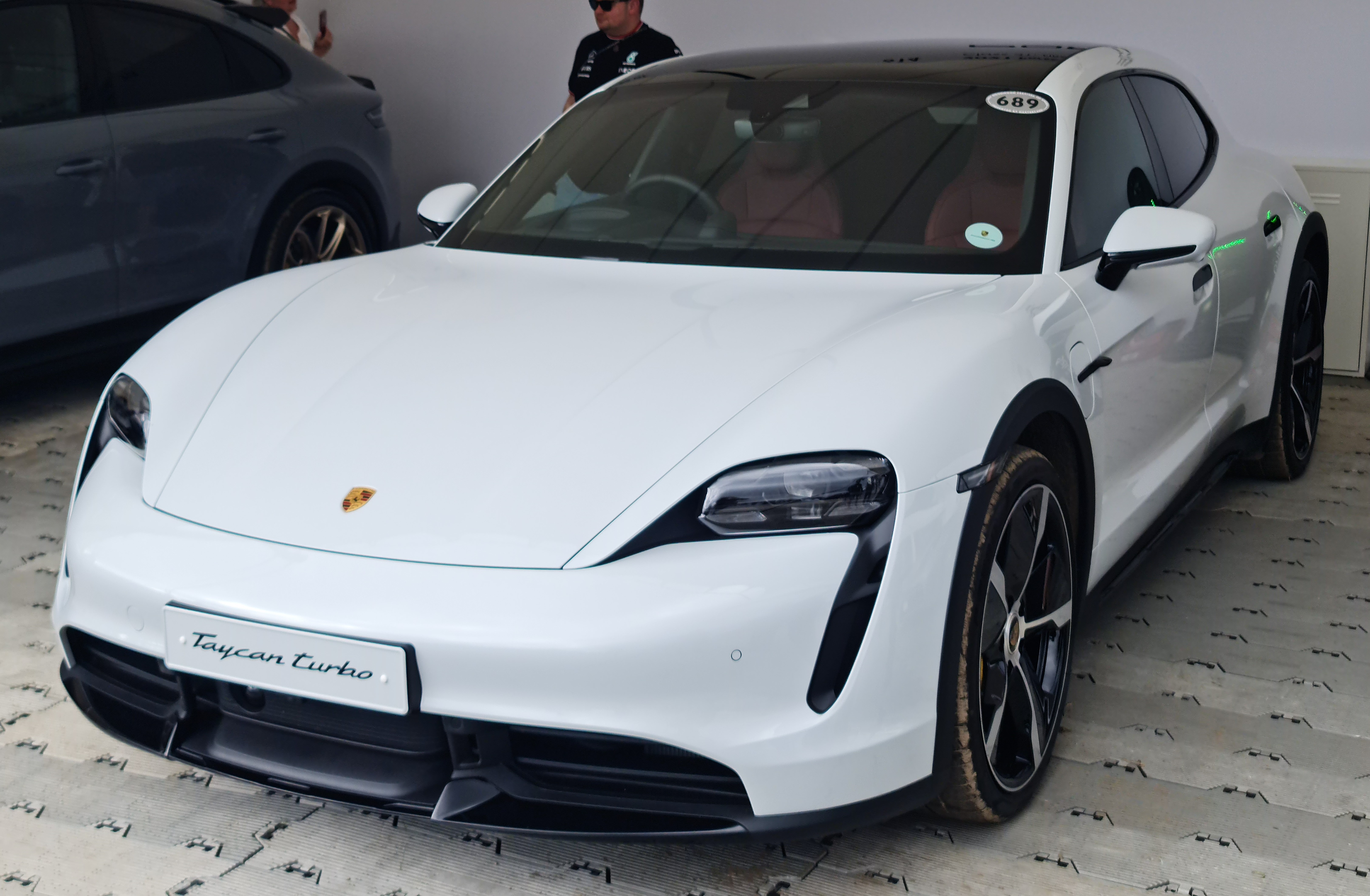
Cross Turismo.

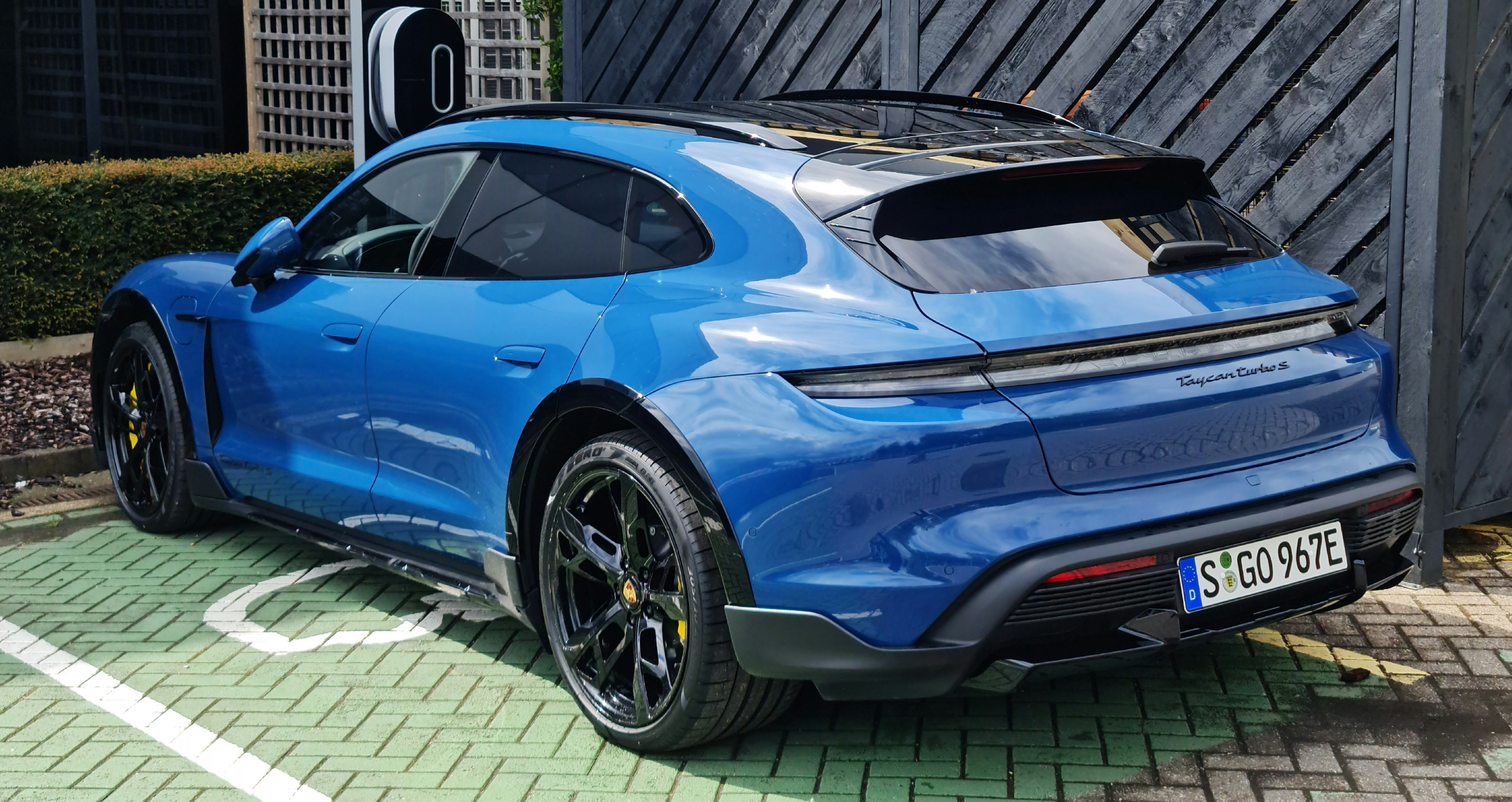
Vista trasera del Turbo S Cross Turismo.

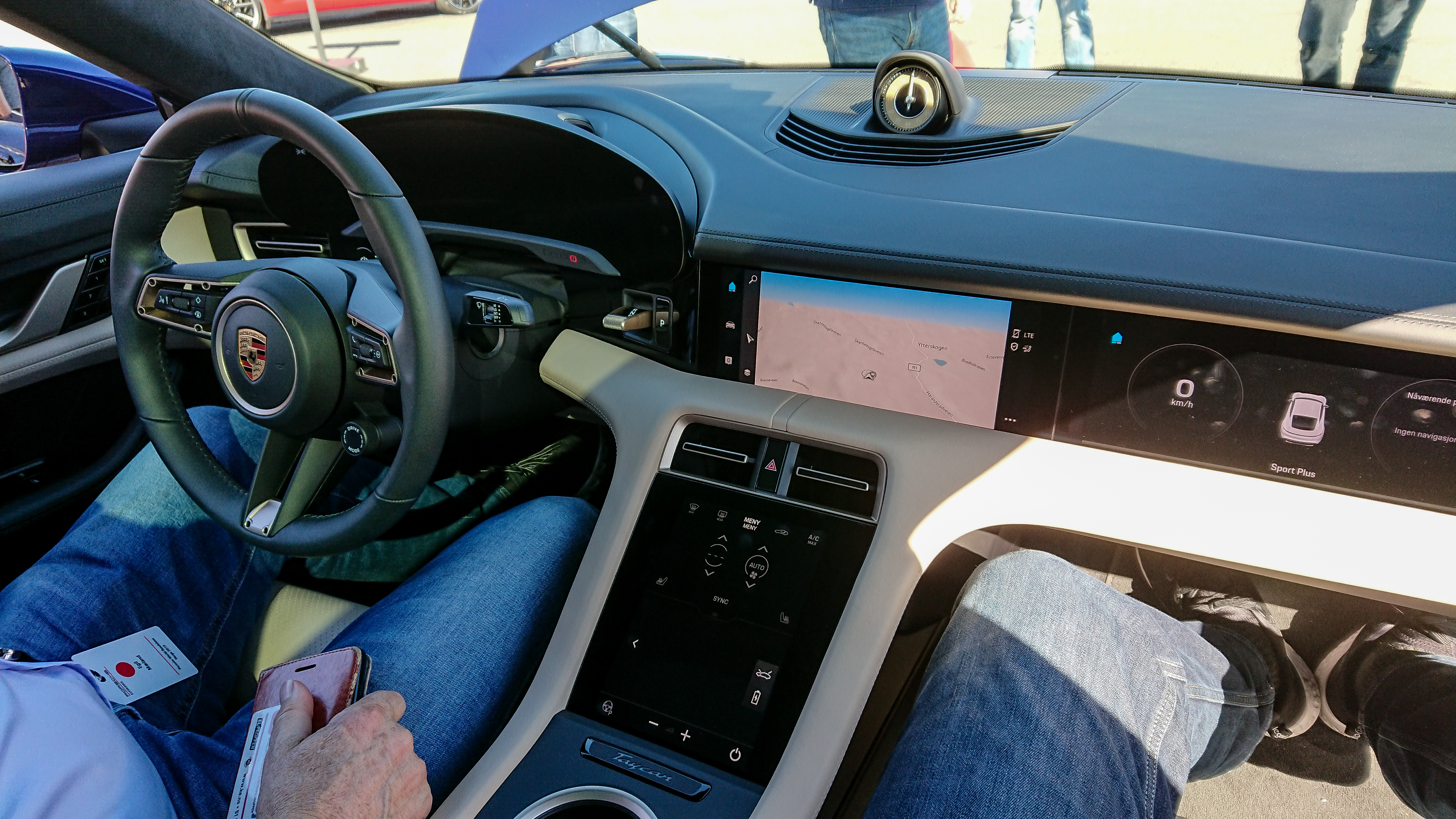
Interior.

Recurre a una tecnología similar a la del Porsche 919 Hybrid que compitió en las 24 Horas de Le Mans, equipado con una planta motriz de dos motores de imanes permanentes síncronos que, a diferencia de otros sistemas eléctricos, el del Mission E puede entregar toda su potencia después de múltiples aceleraciones en intervalos cortos. Además, el sistema de tracción integral con Porsche Torque Vectoring (distribución de par en cada rueda) y la dirección en las cuatro ruedas asegura un comportamiento muy preciso.
Según la marca, el Mission E recorre el Nordschleife en menos de 8 minutos, distribuidos en uno delantero de 190 kW (258 CV) (Turbo S) o 175 kW (238 CV) (Turbo); y otro trasero de 335 kW (455 CV) de potencia. Los motores son síncronos de imán permanente y pueden girar hasta 16000 rpm. El motor delantero está acoplado a una caja reductora de una velocidad y el trasero de dos velocidades. Los convertidores de tracción son fabricados por Hitachi.
El Turbo S dispone de un overboost que le proporciona una potencia momentánea de 560 kW (761 CV; 751 HP) y un par máximo de 1050 N·m (774 lb·pie).
Todo el sistema está refrigerado por una mezcla compuesta por agua y etilenglicol. La capacidad del freno regenerativo puede llegar a 265 kW (360 CV). Dispone de los modos de conducción Sport, Sport Plus, Normal, Overdrive, Range y modo programable por el conductor.

### Batería y recarga
El sistema de almacenamiento es mediante paquete de baterías de ion de litio de 408 células en 34 módulos fabricadas por LG Corporation, que están refrigeradas por líquido. En lugar de los 400 V tradicionales, su voltaje es de 800 V de corriente continua (CC), lo que permite recargas mucho más rápidas. El fabricante asegura que el tiempo de recarga podrá disminuir hasta los 15 minutos para recargar el 80% de la batería de 80 kWh (288 MJ) de capacidad , gracias al sistema Porsche Turbo Charging y tiene cables más ligeros y pequeños. El problema será encontrar cargadores que trabajen a esas tensiones. La batería está situada en el suelo del vehículo y proporciona una gran rigidez estructural y un bajo centro de gravedad. Su masa es de 630 kg (1389 libras).
Al ser develado el 4 de septiembre de 2019, se tenía previsto que entregara un alcance de 280 millas (450,6 km) en el ciclo WLTP y un paquete de baterías con una capacidad de 93,4 kWh (336 MJ), de los que 83,7 kWh (301 MJ) son utilizables. Consigue una autonomía de 400 km (249 millas) con estar enchufado durante solamente 15 minutos. Usa un conector eléctrico tipo 2 (Mennekes - IEC 62196).
Puede alcanzar picos de potencia de recarga de hasta 270 kW (367 CV) y cargó del 5% al 80% en 22.5 minutos en 2019 y más adelante en un punto de recarga hasta 350 kW (476 CV). También por alguna razón, el fabricante tiene en la lista una opción de un cargador de 150 kW (204 CV) a bordo.
La carga doméstica de batería desde que está totalmente vacía a llena, tarda 9 horas incorporando un cargador de 11 kW (15,0 CV), 13,5 horas a 7,4 kW (10,1 CV), 27 horas a 3,7 kW (5 CV) y 43 horas a 2,3 kW (3,1 CV).
La autonomía en el ciclo WLTP es de 388 a 412 km (241 a 256 millas) (Turbo S) y de 381 a 450 km (237 a 280 millas) (Turbo).

## Prestaciones
Acelera de 0 a 100 km/h (62 mph) en 3,2 segundos en la versión Turbo y en 2,8 segundos para el Turbo S; de 0 a 200 km/h (124 mph) en 10,6 segundos para el Turbo y en 9,8 segundos en el Turbo S. Su velocidad máxima es de 260 km/h (162 mph).
En septiembre de 2019, la piloto profesional Shea Holbrook aceleró de 0 a 145 km/h (90 mph) y frenó hasta la detención en 10,7 segundos sobre la cubierta del portaaviones USS Hornet.
En agosto de 2019, Jonny Smith realizó 30 lanzamientos consecutivos de 0 a 200 km/h (124 mph).
En agosto de 2019 recorrió en el Circuito de Nardò 3425 km (2128 millas) en 24 horas. En ese mismo mes, también recorrió los 20,6 km (12,8 millas) del circuito de Nürburgring en un tiempo de 7 minutos y 42 segundos.

## Especificaciones
Viene en 3 versiones: Turbo, Turbo S y un crossover SUV llamado Taycan Cross Turismo, que fue ofrecido a finales del año siguiente.
Tenía cinco modos de manejo que cambiaban el comportamiento del coche y cómo se siente al conducirlo. Además de las usuales configuraciones Sport, Sport Plus y Normal, tenía un modo Range para maximizar su eficiencia de energía. También tenía un modo "Individual" en el que el conductor podría ajustar varias configuraciones.
En su interior casi no tiene interruptores físicos, manijas ni indicadores. Casi todos los controles e instrumentos son operados usando visualizadores de computadora de cristal y pantallas táctiles. También se ofrecía un interior enteramente sin cuero por primera vez, que era hecho usando materiales reciclados.
| Variantes                          | Potencia máxima         | Par máximo            | Aceleración 0–100 km/h (62 mph) | Autonomía en el ciclo WLTP  | Peso (DIN)            | Consumo de potencia                                                                                  |
| ---------------------------------- | ----------------------- | --------------------- | ------------------------------- | --------------------------- | --------------------- | --- |
| Taycan Performance Battery         | 300 kW (408 CV; 402 HP) | 345 N·m (254 lb·pie)  | 5,4 segundos                    | 354 a 431 km (220 a 268 mi) | 2050 kg (4519 libras) | 20,4 a 24,8 kWh (73 a 89 MJ)/100 km (62 mi) (WLTP) 28 kWh (101 MJ)/100 km (62 mi) (NEDC combinado)   |
| Taycan Performance Battery Plus    | 350 kW (476 CV; 469 HP) | 357 N·m (263 lb·pie)  | 5,4 segundos                    | 407 a 484 km (253 a 301 mi) | 2130 kg (4696 libras) | 21,5 a 25,4 kWh (77 a 91 MJ)/100 km (62 mi) (WLTP) 28,7 kWh (103 MJ)/100 km (62 mi) (NEDC combinado) |
| Taycan 4S                          | 390 kW (530 CV; 523 HP) | 640 N·m (472 lb·pie)  | 4 segundos                      | 333 a 407 km (207 a 253 mi) | 2140 kg (4718 libras) | 24,6 kWh (89 MJ)/100 km (62 mi) (WLTP)                                                               |
| Taycan 4S Performance Battery Plus | 420 kW (571 CV; 563 HP) | 650 N·m (479 lb·pie)  | 4 segundos                      | 383 a 463 km (238 a 288 mi) | 2220 kg (4894 libras) | 25,6 kWh (92 MJ)/100 km (62 mi) (WLTP)                                                               |
| Taycan Turbo                       | 500 kW (680 CV; 671 HP) | 850 N·m (627 lb·pie)  | 3,2 segundos                    | 383 a 452 km (238 a 281 mi) | 2305 kg (5082 libras) | 26,6 a 22,9 kWh (96 a 82 MJ)/100 km (62 mi) (WLTP) 28 kWh (101 MJ)/100 km (62 mi) (NEDC combinado)   |
| Taycan Turbo S                     | 560 kW (761 CV; 751 HP) | 1050 N·m (774 lb·pie) | 2,8 segundos                    | 390 a 416 km (242 a 258 mi) | 2295 kg (5060 libras) | 25,6 a 24,3 kWh (92 a 87 MJ)/100 km (62 mi) (WLTP) 28,5 kWh (103 MJ)/100 km (62 mi)                  |

Nota: Los valores de potencia, par máximo y aceleración arriba mencionados se consiguen en el modo "Launch Control" con "Overboost Power". En cualquier otro caso, la potencia máxima es de 460 kW (625 CV; 617 HP) para ambos modelos.